# 新闻报 (巴黎)
《新闻报》（法語：Le Journal）是一份出现在1892年至1944年间的法国文学性报纸。从该报早期到一战之前，政治倾向为共和主义，与《小巴黎人报》、《晨报》和《小新闻报》一同被称为法国四大日报。一战之后，该报逐渐走向民族主义。1944年6月，随着法国解放和维希政权的结束，该报停刊。